# Kokusai Ki-76

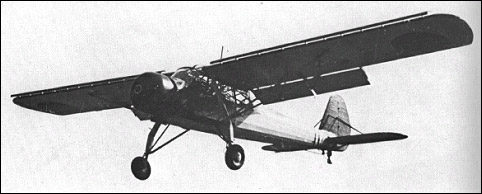
Kokusai Ki-76

Kokusai Ki-76 – japoński samolot obserwacyjny i towarzyszący z okresu II wojny światowej, pod koniec wojny używany był także jako samolot ZOP. Nosił amerykańską nazwę kodową Stella.

## Tło historyczne
Około 1939 rząd japoński rozpoczął starania o dostarczenie do Japonii niemieckiego samolotu rozpoznawczo-łącznikowego Fieseler Fi 156 Storch. Jeszcze przed otrzymaniem tego samolotu (w czerwcu 1941), dowództwo Cesarskiej Armii Japońskiej poinstruowało firmę Nippon Kokusai Koku Kogo aby zaprojektowała i zbudowała ona podobny samolot.  Nowa maszyna otrzymała oznaczenie Ki-76, jej głównym projektantem został Kozo Masuhara. Projekt Ki-76 był inspirowany niemieckim „bocianem” ale nie był jego kopią, prace nad projektem rozpoczęto około dziesięć miesięcy przed otrzymaniem pojedynczego egzemplarza niemieckiego samolotu. Zewnętrznie samolot był bardzo podobny do jego niemieckiego pierwowzoru, największą różnicę stanowiło użycie silnika gwiazdowego zamiast rzędowego jak w niemieckiej maszynie oraz użycie klap Fowlera zamiast klap szczelinowych.

## Opis konstrukcji
Kokusai Ki-76 był dwumiejscowym, jednosilnikowym górnopłatem używanym jako samolot obserwacyjny, towarzyszący i patrolowy do zwalczania okrętów podwodnych. Załogę stanowił pilot i obserwator/strzelec siedzący w układzie tandem (jeden za drugim) w zamkniętej kabinie. Samolot miał podwozie klasyczne, stałe.  Napęd stanowił dziewięcio-cylindrowy, chłodzony powietrzem silnik gwiazdowy typu Hitachi Ha-42 o mocy startowej 310 KM i mocy 280 KM na wysokości 2000 metrów.  Rozpiętość skrzydeł wynosiła 15 metrów, długość samolotu wynosiła 9,56 metrów, a jego wysokość – 2,9 metrów. Powierzchnia nośna skrzydeł wynosiła 29,4 metry kwadratowe.
Użyte na skrzydłach klapy Fowlera były zsynchronizowane z poziomymi statecznikami o zmiennym kącie zaklinowania, takie rozwiązanie oferowało dodatkową siłę nośną.
Masa własna samolotu wynosiła 1110 kilogramów, a maksymalna masa startowa wynosiła 1620 kilogramów. Prędkość maksymalna maszyny wynosiła 178 km/h, pułap praktyczny 5630 metrów, a zasięg do 750 kilometrów. Uzbrojenie stanowił pojedynczy, ruchomy strzelający do tyłu karabin maszynowy Typ 89 kalibru 7,7 mm oraz, w wersji ZOP, dwie bomby głębinowe o masie 60 kilogramów każda.

## Historia
Pierwszy prototyp został ukończony w maju 1941. W czasie oblatywania odkryto, że samolot był nieco niestabilny ale był bardzo łatwy w pilotażu i nie sprawiał kłopotów nawet mało doświadczonym pilotom. W czasie testów porównawczych z otrzymanym w czerwcu 1941 Fi-156 japoński samolot został oceniony jako lepszy pod prawie wszystkimi względami z wyjątkiem długości drogi lądowania gdzie lepsza była konstrukcja niemiecka.
Oblatywanie samolotu ukończono w listopadzie 1942 i samolot został przyjęty do służby jako Samolot Łącznikowy Armii Typu 3, w czasie wojny nosił także amerykańską nazwę kodową Stella. Służył do końca wojny jako samolot obserwacyjny i łącznikowy.
Pod koniec 1943 samolot został nieco zmodyfikowany i przystosowany do roli lekkiego patrolowego samolotu do zwalczania okrętów podwodnych. Do tej roli samolot został wyposażony w hak ogonowy. Tak przystosowane samoloty służyły na pokładzie należącego do Armii lotniskowca „Akitsu Maru” ale jak się okazało w czasie jego eksploatacji nie nadawał się zbytnio do tej roli.
Samolot był produkowany w latach 1941-1944, nie jest znana liczna wyprodukowanych maszyn.